# Costume Party
Costume Party er en dansk kortfilm fra 2004 med instruktion og manuskript af Maryam Jafri.

## Handling
Installationen, der skal vises på tre skærme, centrerer sig om en gruppe på 18 personer. De er alle deltagere i en kostumefest. Kostumerne repræsenterer væsentlige perioder i vestlig kultur - fra antikken til nutiden. Installationen fokuserer på, hvilken rolle historien spiller i skabelsen af identitet.